# کرلی
کرلی کویو (به استونیایی: Kerli Kõiv) (/ˈkerli ˈkɤ.iv/) (زادهٔ ۷ فوریهٔ ۱۹۸۷) که بیشتر با نام کرلی شناخته می‌شود خواننده-ترانه‌پرداز استونیایی است.
کرلی در الوا زاده شد و پیش از آن که در سال ۲۰۰۶ توسط ال.ای. رید به آیلند رکوردز ملحق شود، در چندین مسابقهٔ آوازخوانی شرکت کرد. او در سال ۲۰۰۷ نخستین ئی‌پی خود را با نام خودش منتشر نمود و در سال ۲۰۰۸، اولین آلبوم استودیویی‌اش تحت عنوان عشق مرده را عرضه کرد که در جدول بیلبورد ۲۰۰ قرار گرفت. تک‌آهنگ اصلی این آلبوم با نام «در آسمان‌ها سیر کردن»، در چندین کشور اروپای قاره‌ای رتبه گرفت و همچنین به‌عنوان «تک‌آهنگ هفته» آی‌تیونز استور انتخاب شد و بیش از ۵۰۰٫۰۰۰ بار دانلود شد؛ که در آن زمان رکورد محسوب می‌شد. کرلی در سال‌های بعد با «میهمانی چای» در آلبوم تقریباً آلیس حضور پیدا کرد و به‌تدریج سبک از آلترناتیو راک فاصله گرفت و سبک خود را به موسیقی الکترونیک و رقص نزدیک‌تر کرد، که نمونهٔ آن را می‌توان در تک‌آهنگ او با نام «ارتش عشق» که در سال ۲۰۱۰ منتشر گردید، شنید.
پس انتشار عشق مرده، کرلی شروع به کار روی دومین آلبوم استودیویی خود کرد که در نهایت به دومین ئی‌پی وی تحت عنوان آرمان‌شهر تبدیل شد و اوایل سال ۲۰۱۳ منتشر گردید. این ئی‌پی دومین اثر کرلی بود که در جدول بیلبورد ۲۰۰ جای گرفت. دو تک‌آهنگ تبلیغاتی از این ئی‌پی با نام‌های «ارتش عشق» و «جاذبهٔ صفر» قبل از انتشار نخستین تک‌آهنگ رسمی آلبوم یعنی «خوش‌شانس‌ها» عرضه شدند. هر سه قطعه به ده رتبهٔ برتر جدول ترانه‌های برتر باشگاه رقص بیلبورد راه یافتند و دو قطعه به رتبهٔ نخست رسیدند. دو ترانهٔ دیگر نیز که کرلی برای آرمان‌شهر هم‌نویسی کرده بود — «آسمان‌خراش» و «احساس جاودانگی می‌کنم» — بعدها به‌ترتیب توسط دمی لواتو و تاریا تورونن ضبط شدند و نسخهٔ کرلی از «احساس جاودانگی می‌کنم» نیز بعدها در فرنکن‌وینی آنلیشد! منتشر گردید.
وی در سال ۲۰۱۳ دو بار در برنامهٔ رقص با ستارگان اجرا داشت؛ که مجلهٔ وایب این اجراها را «نقطهٔ عطف بزرگی در دنیای ئی‌دی‌ام» توصیف نمود. کرلی در نوامبر سال ۲۰۱۳ از آیلند رکوردز جدا شد و قرارداد جدیدی با اولترا موزیک امضا کرد.
دومین آلبوم استودیویی کرلی در سال ۲۰۱۹ تحت عنوان سایه‌کاری‌ها منتشر گردید.

## اوایل زندگی
وی با نام کرلی کویو در ۷ فوریهٔ سال ۱۹۸۷ چشم بر جهان گشود. مادر او پیرت کویو، مددکار اجتماعی و پدرش، تویو کویو، یک مکانیک خودرو بود. آن‌ها زمانی که وی ۱۶ ساله بود از هم جدا شدند. کرلی می‌گوید زمانی که «سوپرگرل» را نوشته —ترانه‌ای درمورد خشونت خانگی که برای آلبوم آرمان‌شهر نوشته شد— وی [خود را] جای مادر[ش] گذاشت و چیزهایی گفت که آرزو می‌کرد مادرش زمانی که [او] بچه بود به پدرش می‌گفت. خواهر کوچک‌تر کرلی، الیسا نیز یک موسیقی‌دان است و در فصل سوم استی اوچیب سوپراستاری شرکت کرده‌است.
کرلی در دوران کودکی به مدت هشت سال رقص سالنی کار کرد و پنج روز در هفته تمرین می‌کرد. او اولین بار از طریق معلم مهدکودکش با موسیقی آشنا شد. معلم کرلی به مادرش می‌گفت او «صدای خوبی» دارد و دوست دارد وی را ببرد تا در چندین مسابقهٔ خوانندگی شرکت نماید. وی در هشت سالگی به موسیقی کلاسیک علاقه‌مند شد و چون اوایل زندگی خود موسیقی کمی شنیده بود فقط دو نوار کاست داشت که آلبوم‌های بانی تایلر و فیل کالینز بودند. او در ۱۰ سالگی شروع به نوشتن داستان‌ها، کتاب‌های جیبی و شعرهایی کرد تا از خانه‌ای که در آن بزرگ می‌شد و آن را «آزاردهنده» می‌دانست، به یک «دنیای خیالی» فرار کند. با اینکه اطرافیانش او را از ترک تحصیل منصرف می‌کردند، اما کرلی در ۱۶ سالگی تصمیم گرفت به دنبال رویای موسیقی‌اش برود و مدرسه را رها کرد.

## هنرمندی

### سبک و تأثیرپذیری
کرلی حین یک مصاحبه به یاد آورد که بد تحصیلی لورین هیل اثر لارین هیل (که آن را «یکی از آلبوم‌های مورد علاقه‌اش در تمام دوران» نامید) را در یک ایستگاهٔ مترو در روسیه خرید. او از فروشنده خواست: «یک چیز خیلی خوب دیگر هم به [او] دهد»، «چیزی که مردم زیاد می‌خرند.» که به او برترین عناوین اثر بیورک اعطا داده شد؛ هنرمندی که در آن زمان برایش ناآشنا بود. امروزه او بیورک را به‌عنوان یکی از بزرگ‌ترین افراد تأثیرگذار بر روی خود و همچنین موسیقی‌دان مورد علاقه‌اش معرفی می‌کند. کرلی همچنین بانی تایلر و فیل کالینز را جزو هنرمندانی نام می‌برد که روی او تأثیر گذاشتند، چراکه تنها دو آلبومی که پیش‌تر در اختیار داشت، متعلق به آن‌ها بودند.
از میان دیگر کسانی که بر او اثر گذاشته‌اند می‌توان به آنوک، جونی میچل، جنیس جاپلین، مسیو اتک، کیدنی‌ثیوز، پندالوم، کوکتو تویینز، آ پرفکت سرکل، دفتونز، اینکیوبوس، آپارات و ایمجن هیپ نام برد.
بزرگ‌ترین منبع الهام برای من هنرمندانی مثل [ایموجن هیپ] هستند؛ چون وقتی ایموجن برای مهندسی صدا جایزهٔ گرمی می‌گیرد، به نظر من این واقعاً خاکی و واقعی است. اما این‌که کس دیگری اثر تو را بنویسد و همهٔ آن داستان‌های «شهرت و ستارهٔ پاپ»، اصلاً برایم قابل همذات‌پنداری نیست. من پشت ایموجن‌ام، پشت بیورک‌ام، پشت آن زن‌ها هستم. و سعی می‌کنم همان جوهره و الهام را [وارد موسیقی‌ام]  کنم و کمی در قالب پاپ پیاده‌اش کنم.— کرلی، 
کرلی باور به فرشته‌ها و پری‌ها را نیز یکی از منابع الهام در موسیقی خود عنوان کرده و اظهار داشته که قطعهٔ کریستال اثر افکس توئین «قطعهٔ موسیقی مورد علاقهٔ تمام دورانش» می‌باشد. وی همچنین از تأثیرپذیری از سیگور روس سخن گفته و آن‌ها را گروهٔ مورد علاقه‌اش معرفی کرده است.
پس از انتشار عشق مرده، به کرلی برچسب «گاث» زده شد و یکی از منتقدانی که با این نظر مخالف بود، گفت او بیشتر شبیه «بابلگام گاث» است. کرلی پاسخ داد: «دقیقاً همین هستم» و گفت که «می‌خواهم این کانسپت را با خودم ببرم و با آن جلو بروم» و در نتیجه سبک جدیدی به نام «بابل‌گاث» خلق کرد. به گفتهٔ کرلی، بابل‌گاث یعنی «ترکیب نور و تاریکی، تضادها، و چیزهایی که معمولاً فکر نمی‌کنید با هم همخوانی داشته باشند». وی همچنین اسپایس گرلز را منبع اصلی الهام بابل‌گاث معرفی کرده و گفته است که این سبک «مثل یک اسپایس گرلز گاثیک» می‌باشد.
کرلی مدل‌های موی منحصربه‌فرد و رنگارنگ را می‌پسندد که اغلب از سایبرپانک و گاث الهام می‌گیرند.
تفاوت در سبک و ساختار موسیقی بین عشق مرده و آثار جلوتر کرلی بسیار چشمگیر است. عشق مرده در سبک آلترناتیو راک قرار دارد، اما موسیقی جدید او بیشتر به سینث-پاپ نزدیک است. کرلی می‌گوید در زمان تهیه و تولید عشق مرده بسیار افسرده بوده و احساس «پراکندگی» می‌کرده و تغییر به سبک جدید را تلاشی برای «سازگار کردن موسیقی با رادیو بدون از دست دادن چیزهایی که مردم دربارهٔ [او] دوست دارند» می‌داند. کرلی در پاسخ به انتقاداتی دربارهٔ سبک موسیقی‌اش نسبت به آثار گذشته گفت که «دیگر آن شخص سابق نیست» و افزود: «شاید در سومین آلبومم دوباره افسرده باشم و یک آلبوم کاملاً بسیار تاریک دیگر بنویسم. واقعاً نمی‌دانم مسیر بعدی‌ام کجاست. تنها چیزی که می‌دانم این است که همیشه سعی دارم رشد کنم و بهترین توانم را به کار بگیرم. و هر چیزی که از من در بیاید، بازتابی از خودم در آن لحظه خواهد بود.»

## زندگی شخصی

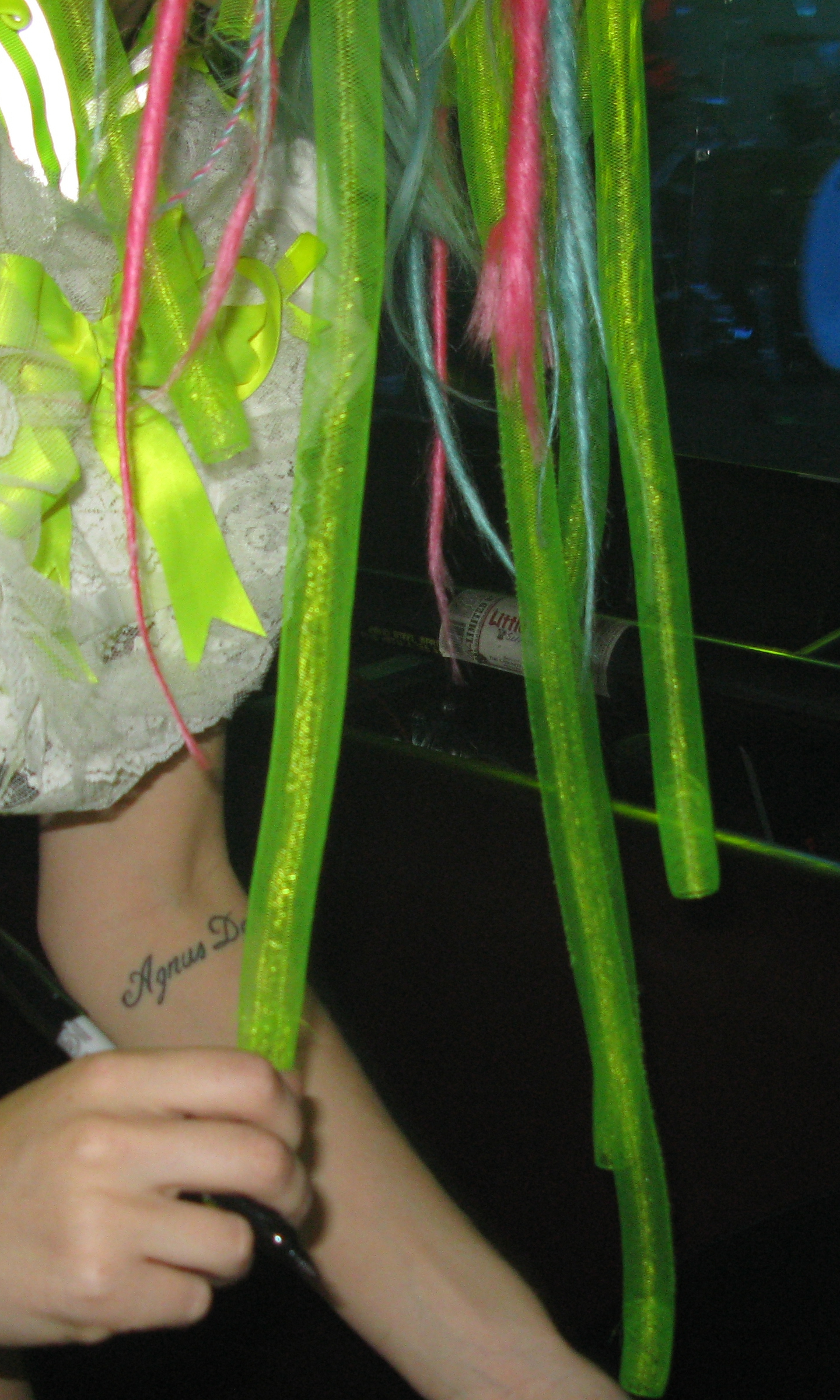
تتوی «آگنوس دی» روی بازوی کرلی

کرلی در ۱۵ سالگی از مادرش درخواست خال‌کوبی با کلمه «موسیقی» در چینی («音乐») کرد و مادرش مشکوک به او گفت که اگر «همه کتاب‌های موجود در این شهر» درباره چین بخواند و بعد گزارشی درباره آن‌ها تهیه کند به وی اجازه خال‌کوبی کردن را خواهد داد و کرلی طبق خواستهٔ وی عمل کرد و مادرش یک روز قبل از تولد ۱۶ سالگی‌اش وی را برای خال‌کوبی کردن برد. کرلی سه خال‌کوبی بر روی بازویش دارد که یکی از آن‌ها پروانه‌ایست که نماد «هر روز را جوری زندگی میکنم که انگار روز آخرم است» و اینکه وی هرگز «کسی را که دوست دارد بدون متوجه شدن آن فرد ترک نمی‌کند»‌ می‌باشد، بعدی نماد الهه سه‌گانه و دیگری «Amicus Humani Generis» به لاتین می‌باشد که کرلی معنی این خال‌کوبی را اینگونه شرح داده است «دوستی از نژاد انسانی»، کرلی یک تتوی لاتین دیگرهم روی بازوی چپش دارد که «آگنوس دی» خوانده می‌شود. روی پای چپ کرلی حرف «E» خال‌کوبی شده و حرف اول نام فردی‌است که «قلب وی را شکسته». وی در سال ۲۰۱۷ کناره‌های مچ‌دستش مار خال‌کوبی کرد.
در حالی که کرلی به هیچ دینی اعتقاد ندارد و خودرا فردی مذهبی نمی‌نامد، به تناسخ و نیز سایر اشکال زندگی پس از مرگ، پری‌ها (کرلی همچنین از پری‌ها به‌عنوان عنصری بزرگ از زندگی خود یاد کرده است)، فرشته‌ها و شیاطین معتقد می‌باشد و زمانی این‌هارا به‌ترتیب به‌عنوان «بازتاب» «نور درونی» و «تاریکی درون» افراد توصیف کرد. با این وجود، وی در لاینر نوت‌های عشق مرده علاوه بر تشکر کردن از فرشتگان نگهبان خود، همچنین اظهار داشته که احساس می‌کند فرشته‌ها هم موجودات زنده هستند و از «کارت‌های فرشته» هم استفاده می‌کند.
کرلی می‌گوید دچار اختلال دوقطبی است در سن ۱۷ سالگی به‌دلیل مشکلات خانوادگی‌اش اقدام به خودکشی کرده بوده. وی اظهار می‌داشته که پیشینه‌اش «[او] را قوی‌تر کرده  و حالا می‌تواند پیش کودکانی که مانند [خودش] هستند باشد.» و اینکه بابت زنده بودن خوشحال است و زندگی را به عنوان «هدیه‌ای زیبا و نادر» توصیف کرده‌است. وی طی یک گفتگوی زنده با طرفدارانش در ۷ اکتبر سال ۲۰۱۱ به‌خاطر آورد که در ۱۷ سالگی از پزشک محلی‌شان می‌خواسته تا او را با دارو آرام کند زیرا به‌دلیل افسردگی «بیدار بودن برایش خیلی دردناک بود». او همچنین یادآوری کرد که در ۱۷ سالگی زمانی که تنها در خانه بود پنجره‌ها را با حوله‌های تاریک پوشانده بود تا نور خورشید را مسدود کند و سپس شروع به بریدن خود و زخمی کردن بازوهایش با قیچی‌های زنگ‌زده کرد و در این باره گفت که «می‌خواست بمیرد» و «آنقدر از درون درد می‌کشید که هیچ درد جسمانی احساس نمی‌کرد».

## ترانه‌شناسی

### آلبوم‌های استودیویی
- عشق مرده (۲۰۰۸)
- سایه‌کاری‌ها (۲۰۱۹)

### ئی‌پی‌ها
- کرلی (۲۰۰۷)
- آرمان‌شهر (۲۰۱۳)
- عمیق‌ترین ریشه‌ها (۲۰۱۶)
- نفس‌برتر (۲۰۲۴)